# Itamunua Keimuine
Itamunua Keimuine (Windhoek, Namibia; 1 de mayo de 1993) es un futbolista de Namibia que juega en la posición de delantero con el Ongos SC de la Premier League de Namibia.

## Carrera

### Club
| Periodo   | Club                 |
| --------- | -------------------- |
| 2012-2018 | Ongos SC             |
| 2018–2019 | Dire Dawa City SC    |
| 2019-2020 | Welwalo Adigrat      |
| 2020-2021 | Dire Dawa City SC    |
| 2022-2023 | United Africa Tigers |
| 2023-     | Ongos SC             |

### Selección nacional
A nivel de selecciones menores Keimuine jugó en la eliminatoria al Campeonato Africano Sub-20 de 2013 donde fueron eliminados en la ronda preliminar con un marcador global de 14 anteRuanda.
Fue convocado para jugar con Namibia el 1 de septiembre de 2014 por el entrenador Ricardo Mannetti para el partido amistoso ante Suazilandia que terminó 1-1.
En mayo de 2015 Keimuine fue convocado para jugar en la Copa COSAFA 2015. El 21 de junio de 2016 anotó su primer gol internacional en la victoria por 3–0 ante Mozambique por la Copa COSAFA 2016. El 3 de enero de 2019 fue convocado para jugar en el CHAN 2018 en Marruecos, donde fueron eliminados en los cuartos de final por el eventual campeón Marruecos.
El 23 de mayo de 2019 Keimuine fue convocado para jugar en la Copa Africana de Naciones 2019 en Egipto, donde anotó un autogol ante Marruecos.

## Logros
- COSAFA Cup (1): 2015